# Frederic C. Walcott

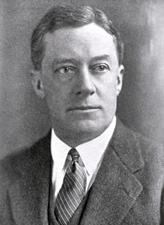
Frederic C. Walcott

Frederic Collin Walcott, född 19 februari 1869, död 27 april 1949, var en amerikansk politiker och ledamot av USA:s senat från Connecticut.

## Tidigt liv
Walcott föddes i New York Mills, Oneida County, New York. Han gick i de offentliga skolorna i Utica, New York, tog examen från en skola i Lawrenceville i New Jersey 1886, från Phillips Academy (Andover, Massachusetts) 1887 och från Yale University 1891. Han flyttade till New York City 1907 och ägnade sig åt tillverkning av bomullstyg och åt bankväsendet. Han flyttade till Norfolk, Connecticut, 1910 och fortsatte sina affärsförbindelser i New York. Under första världskriget arbetade han för United States Food Administration. Han var ordförande för Connecticuts styrelse för fiskeri och jakt (Connecticut Board of Fisheries and Game) från 1923 till 1928. Han var ordförande för Connecticuts vattenkommission (Connecticut Water Commission) från 1925 till 1928.

## Politisk karriär
Walcott var ledamot av Connecticuts senat från 1925 till 1929. Han var vice talman där från 1927 till 1929. 
Walcott valdes för Republikanerna till USA:s senat hösten  1928 och tjänstgjorde från den 4 mars 1929 till den 3 januari 1935 (enligt förändring i när mandatperioderna skulle börja och sluta). Han kandiderade till omval 1934 utan att lyckas.

## Senare år
Från 1935 till 1939 var han Kommissionär för välfärd (Commissioner of welfare) i Connecticut. Han var ledamot av den rådgivande kommittén om välfärd vid Yale University från 1920 till 1948. Han hade också en chefsposition vid Smithsonian Institution från 1941 till 1948.
Walcott avled i Stamford, Connecticut, och begravdes på Center Cemetery i New Milford.